# Contre-la-montre par équipes de l'Open de Suède Vårgårda 2022
La 13e édition du contre-la-montre par équipes de l'Open de Suède Vårgårda a lieu le 6 août 2022. Elle fait partie de l'UCI World Tour. Elle est remportée par la formation Trek-Segafredo.

## Parcours
Le circuit est relativement plat et droit dans sa première partie. Il part et arrive à Vårgårda. Il fait demi-tour à Herrljunga.

## Équipes
| UCI Women's WorldTeams (8)- Canyon-SRAM Racing - FDJ-Suez - Team Jumbo-Visma - Movistar Team - Roland Cogeas-Edelweiss Squad - SD Worx - Trek-Segafredo - Team DSM Équipes féminines continentales (4)- Ceratizit-WNT Pro Cycling - Coop-Hitec Products - Parkhotel Valkenburg - Valcar-Travel & Service |
| |

## Récit de la course
Jumbo Visma réalise le premier temps de référence. Canyon-SRAM ne parvient pas à faire mieux. La formation Trek-Segafredo perd très rapidement Lauretta Hanson sur creuvaison puis Chloe Hosking avant la mi-parcours. Sur le trajet retour, effectué vent de face, Amalie Dideriksen ne prend plus de relais. Malgré ces obstacles, la formation réalise le meilleur temps. La formation SD Worx prend la deuxième place.

## Classements

### Classement final
| \| Classement général \| Classement général \| Classement général \| Classement général \| Classement général \| Classement général \| \| Équipe \| Équipe \| Pays \| Temps \| Écart de temps \| Vitesse moy. \| \| ------------------ \| ------------------------- \| ------------------ \| ------------------ \| ------------------ \| ------------------ \| \| 1re \| Trek-Segafredo \| États-Unis \| 44 min 56 s \| 0 s \| 47.537 km/h \| \| 2e \| SD Worx \| Pays-Bas \| 45 min 34 s \| + 38 s \| 46.876 km/h \| \| 3e \| Team DSM \| Pays-Bas \| 45 min 45 s \| + 49 s \| 46.689 km/h \| \| 4e \| Team Jumbo-Visma \| Pays-Bas \| 46 min 11 s \| + 1 min 15 s \| 46.250 km/h \| \| 5e \| FDJ-Suez \| France \| 46 min 37 s \| + 1 min 41 s \| 45.821 km/h \| \| 6e \| Canyon-SRAM Racing \| Allemagne \| 46 min 58 s \| + 2 min 02 s \| 45.479 km/h \| \| 7e \| Parkhotel Valkenburg \| Pays-Bas \| 47 min 22 s \| + 2 min 26 s \| 45.095 km/h \| \| 8e \| Ceratizit-WNT Pro Cycling \| Allemagne \| 48 min 07 s \| + 3 min 11 s \| 44.392 km/h \| \| 9e \| Valcar-Travel & Service \| Italie \| 48 min 17 s \| + 3 min 21 s \| 44.239 km/h \| \| 10e \| Movistar Team \| Espagne \| 48 min 17 s \| + 3 min 21 s \| 44.239 km/h \| |                           |            |             |                |              |
| |                           |            |             |                |              |
| |                           |            |             |                |              |
| Classement général |                           |            |             |                |              |
| Équipe | Équipe                    | Pays       | Temps       | Écart de temps | Vitesse moy. |
| 1re | Trek-Segafredo            | États-Unis | 44 min 56 s | 0 s            | 47.537 km/h  |
| 2e | SD Worx                   | Pays-Bas   | 45 min 34 s | + 38 s         | 46.876 km/h  |
| 3e | Team DSM                  | Pays-Bas   | 45 min 45 s | + 49 s         | 46.689 km/h  |
| 4e | Team Jumbo-Visma          | Pays-Bas   | 46 min 11 s | + 1 min 15 s   | 46.250 km/h  |
| 5e | FDJ-Suez                  | France     | 46 min 37 s | + 1 min 41 s   | 45.821 km/h  |
| 6e | Canyon-SRAM Racing        | Allemagne  | 46 min 58 s | + 2 min 02 s   | 45.479 km/h  |
| 7e | Parkhotel Valkenburg      | Pays-Bas   | 47 min 22 s | + 2 min 26 s   | 45.095 km/h  |
| 8e | Ceratizit-WNT Pro Cycling | Allemagne  | 48 min 07 s | + 3 min 11 s   | 44.392 km/h  |
| 9e | Valcar-Travel & Service   | Italie     | 48 min 17 s | + 3 min 21 s   | 44.239 km/h  |
| 10e | Movistar Team             | Espagne    | 48 min 17 s | + 3 min 21 s   | 44.239 km/h  |

#### Points attribués
| Position           | 1er | 2e  | 3e  | 4e  | 5e  | 6e  | 7e  | 8e  | 9e | 10e | 11e | 12e | 13e | 14e | 15e | 16e à 20e | 21e à 30e | 31e à 40e |
| Classement général | 400 | 320 | 260 | 220 | 180 | 140 | 120 | 100 | 80 | 68  | 56  | 48  | 40  | 32  | 28  | 24        | 16        | 8         |

## Liste des participantes
| Légende | Légende                                                                    | Légende | Légende                                                    |
| ------- | -------------------------------------------------------------------------- | ------- | ---------------------------------------------------------- |
| Num     | Dossard de départ porté par le coureur sur cet Open de Suède Vårgårda      | Pos     | Position à l'arrivée de la course                          |
|         | Indique un maillot de champion national ou mondial, suivi de sa spécialité | NP      | Indique un coureur qui n'a pas pris le départ de la course |
| AB      | Indique un coureur qui n'a pas terminé la course                           | HD      | Indique un coureur qui a terminé la course hors des délais |

| SD Worx SDW | SD Worx SDW                               | SD Worx SDW |
| ----------- | ----------------------------------------- | ----------- |
| Num         | Coureuse                                  | Pos         |
| 11          | Chantal van den Broek-Blaak (NED)         | 2e          |
| 12          | Christine Majerus (LUX) (route et chrono) | 2e          |
| 13          | Elena Cecchini (ITA)                      | 2e          |
| 14          | Demi Vollering (NED)                      | 2e          |
| 15          | Blanka Vas (HUN) (route et chrono)        | 2e          |

| Trek-Segafredo TFS | Trek-Segafredo TFS                          | Trek-Segafredo TFS |
| ------------------ | ------------------------------------------- | ------------------ |
| Num                | Coureuse                                    | Pos                |
| 21                 | Audrey Cordon-Ragot (FRA) (route et chrono) | 1re                |
| 22                 | Lauretta Hanson (AUS)                       | AB                 |
| 23                 | Chloe Hosking (AUS)                         | AB                 |
| 24                 | Shirin van Anrooij (NED)                    | 1re                |
| 25                 | Ellen van Dijk (NED) (route et chrono)      | 1re                |
| 26                 | Amalie Dideriksen (DEN)                     | 1re                |

| FDJ-Suez-Futuroscope FSF | FDJ-Suez-Futuroscope FSF | FDJ-Suez-Futuroscope FSF |
| ------------------------ | ------------------------ | ------------------------ |
| Num                      | Coureuse                 | Pos                      |
| 31                       | Stine Borgli (NOR)       | AB                       |
| 32                       | Eugénie Duval (FRA)      | 5e                       |
| 33                       | Emilia Fahlin (SWE)      | 5e                       |
| 34                       | Maëlle Grossetête (FRA)  | 5e                       |
| 35                       | Vittoria Guazzini (ITA)  | 5e                       |
| 36                       | Jade Wiel (FRA)          | 5e                       |

| Movistar Team MOV | Movistar Team MOV       | Movistar Team MOV |
| ----------------- | ----------------------- | ----------------- |
| Num               | Coureuse                | Pos               |
| 41                | Katrine Aalerud (NOR)   | 10e               |
| 42                | Sarah Gigante (AUS)     | 10e               |
| 43                | Barbara Guarischi (ITA) | 10e               |
| 44                | Sara Martín (ESP)       | 10e               |
| 45                | Lourdes Oyarbide (ESP)  | 10e               |
| 46                | Gloria Rodríguez (ESP)  | 10e               |

| Team DSM DSM | Team DSM DSM           | Team DSM DSM |
| ------------ | ---------------------- | ------------ |
| Num          | Coureuse               | Pos          |
| 51           | Francesca Barale (ITA) | 3e           |
| 52           | Pfeiffer Georgi (GBR)  | 3e           |
| 53           | Floortje Mackaij (NED) | 3e           |
| 54           | Esmée Peperkamp (NED)  | 3e           |
| 55           | Elise Uijen (NED)      | AB           |
| 56           | Lorena Wiebes (NED)    | 3e           |

| Canyon-SRAM Racing CSR | Canyon-SRAM Racing CSR     | Canyon-SRAM Racing CSR |
| ---------------------- | -------------------------- | ---------------------- |
| Num                    | Coureuse                   | Pos                    |
| 61                     | Shari Bossuyt (BEL)        | 6e                     |
| 62                     | Neve Bradbury (AUS)        | 6e                     |
| 63                     | Maud Oudeman (NED)         | 6e                     |
| 64                     | Alena Amialiusik (BLR)     | 6e                     |
| 65                     | Pauliena Rooijakkers (NED) | 6e                     |

| Valcar-Travel & Service VAL | Valcar-Travel & Service VAL       | Valcar-Travel & Service VAL |
| --------------------------- | --------------------------------- | --------------------------- |
| Num                         | Coureuse                          | Pos                         |
| 71                          | Elizabeth Stannard (AUS)          | 9e                          |
| 72                          | Karolina Kumięga (POL)            | 9e                          |
| 73                          | Anastasia Carbonari (LAT) (route) | 9e                          |
| 74                          | Elena Pirrone (ITA)               | 9e                          |
| 75                          | Federica Piergiovanni (ITA)       | 9e                          |

| Team Jumbo-Visma TJV | Team Jumbo-Visma TJV      | Team Jumbo-Visma TJV |
| -------------------- | ------------------------- | -------------------- |
| Num                  | Coureuse                  | Pos                  |
| 81                   | Amber Kraak (NED)         | 4e                   |
| 82                   | Romy Kasper (GER)         | 4e                   |
| 83                   | Karlijn Swinkels (NED)    | 4e                   |
| 84                   | Anouska Koster (NED)      | 4e                   |
| 85                   | Linda Riedmann (GER)      | 4e                   |
| 86                   | Carlijn Achtereekte (NED) | 4e                   |

| Ceratizit-WNT Pro Cycling WNT | Ceratizit-WNT Pro Cycling WNT | Ceratizit-WNT Pro Cycling WNT |
| ----------------------------- | ----------------------------- | ----------------------------- |
| Num                           | Coureuse                      | Pos                           |
| 91                            | Hanna Nilsson (SWE)           | 8e                            |
| 92                            | Lara Vieceli (ITA)            | 8e                            |
| 93                            | Lea Lin Teutenberg (GER)      | 8e                            |
| 94                            | Clea Seidel (GER)             | 8e                            |
| 95                            | Lana Eberle (GER)             | 8e                            |
| 96                            | Franziska Brauße (GER)        | 8e                            |

| Roland Cogeas-Edelweiss Squad CGS | Roland Cogeas-Edelweiss Squad CGS      | Roland Cogeas-Edelweiss Squad CGS |
| --------------------------------- | -------------------------------------- | --------------------------------- |
| Num                               | Coureuse                               | Pos                               |
| 101                               | Tamara Dronova (RUS) (route et chrono) | 11e                               |
| 102                               | Léa Stern (SUI)                        | 11e                               |
| 103                               | Hannah Buch (GER)                      | 11e                               |
| 104                               | Aline Seitz (SUI)                      | 11e                               |
| 105                               | Caroline Chauveau (SUI)                | 11e                               |

| Coop-Hitec Products HPU | Coop-Hitec Products HPU    | Coop-Hitec Products HPU |
| ----------------------- | -------------------------- | ----------------------- |
| Num                     | Coureuse                   | Pos                     |
| 111                     | Sylvie Swinkels (NED)      | 12e                     |
| 112                     | Ane Iversen (NOR) (chrono) | 12e                     |
| 113                     | Caroline Andersson (SWE)   | 12e                     |
| 114                     | Mari Hole Mohr (NOR)       | 12e                     |
| 115                     | Nicole Steigenga (NED)     | 12e                     |
| 116                     | Emma Boogaard (NED)        | 12e                     |

| Parkhotel Valkenburg PHV | Parkhotel Valkenburg PHV   | Parkhotel Valkenburg PHV |
| ------------------------ | -------------------------- | ------------------------ |
| Num                      | Coureuse                   | Pos                      |
| 121                      | Femke Markus (NED)         | 7e                       |
| 122                      | Kirstie van Haaften (NED)  | 7e                       |
| 123                      | Mischa Bredewold (NED)     | 7e                       |
| 124                      | Rosalie Van der Wolf (NED) | AB                       |
| 125                      | Lieke Nooijen (NED)        | 7e                       |
| 126                      | Femke Gerritse (NED)       | AB                       |

| SD Worx SDW | SD Worx SDW                               | SD Worx SDW |
| ----------- | ----------------------------------------- | ----------- |
| Num         | Coureuse                                  | Pos         |
| 11          | Chantal van den Broek-Blaak (NED)         | 2e          |
| 12          | Christine Majerus (LUX) (route et chrono) | 2e          |
| 13          | Elena Cecchini (ITA)                      | 2e          |
| 14          | Demi Vollering (NED)                      | 2e          |
| 15          | Blanka Vas (HUN) (route et chrono)        | 2e          |

| Trek-Segafredo TFS | Trek-Segafredo TFS                          | Trek-Segafredo TFS |
| ------------------ | ------------------------------------------- | ------------------ |
| Num                | Coureuse                                    | Pos                |
| 21                 | Audrey Cordon-Ragot (FRA) (route et chrono) | 1re                |
| 22                 | Lauretta Hanson (AUS)                       | AB                 |
| 23                 | Chloe Hosking (AUS)                         | AB                 |
| 24                 | Shirin van Anrooij (NED)                    | 1re                |
| 25                 | Ellen van Dijk (NED) (route et chrono)      | 1re                |
| 26                 | Amalie Dideriksen (DEN)                     | 1re                |

| FDJ-Suez-Futuroscope FSF | FDJ-Suez-Futuroscope FSF | FDJ-Suez-Futuroscope FSF |
| ------------------------ | ------------------------ | ------------------------ |
| Num                      | Coureuse                 | Pos                      |
| 31                       | Stine Borgli (NOR)       | AB                       |
| 32                       | Eugénie Duval (FRA)      | 5e                       |
| 33                       | Emilia Fahlin (SWE)      | 5e                       |
| 34                       | Maëlle Grossetête (FRA)  | 5e                       |
| 35                       | Vittoria Guazzini (ITA)  | 5e                       |
| 36                       | Jade Wiel (FRA)          | 5e                       |

| Movistar Team MOV | Movistar Team MOV       | Movistar Team MOV |
| ----------------- | ----------------------- | ----------------- |
| Num               | Coureuse                | Pos               |
| 41                | Katrine Aalerud (NOR)   | 10e               |
| 42                | Sarah Gigante (AUS)     | 10e               |
| 43                | Barbara Guarischi (ITA) | 10e               |
| 44                | Sara Martín (ESP)       | 10e               |
| 45                | Lourdes Oyarbide (ESP)  | 10e               |
| 46                | Gloria Rodríguez (ESP)  | 10e               |

| Team DSM DSM | Team DSM DSM           | Team DSM DSM |
| ------------ | ---------------------- | ------------ |
| Num          | Coureuse               | Pos          |
| 51           | Francesca Barale (ITA) | 3e           |
| 52           | Pfeiffer Georgi (GBR)  | 3e           |
| 53           | Floortje Mackaij (NED) | 3e           |
| 54           | Esmée Peperkamp (NED)  | 3e           |
| 55           | Elise Uijen (NED)      | AB           |
| 56           | Lorena Wiebes (NED)    | 3e           |

| Canyon-SRAM Racing CSR | Canyon-SRAM Racing CSR     | Canyon-SRAM Racing CSR |
| ---------------------- | -------------------------- | ---------------------- |
| Num                    | Coureuse                   | Pos                    |
| 61                     | Shari Bossuyt (BEL)        | 6e                     |
| 62                     | Neve Bradbury (AUS)        | 6e                     |
| 63                     | Maud Oudeman (NED)         | 6e                     |
| 64                     | Alena Amialiusik (BLR)     | 6e                     |
| 65                     | Pauliena Rooijakkers (NED) | 6e                     |

| Valcar-Travel & Service VAL | Valcar-Travel & Service VAL       | Valcar-Travel & Service VAL |
| --------------------------- | --------------------------------- | --------------------------- |
| Num                         | Coureuse                          | Pos                         |
| 71                          | Elizabeth Stannard (AUS)          | 9e                          |
| 72                          | Karolina Kumięga (POL)            | 9e                          |
| 73                          | Anastasia Carbonari (LAT) (route) | 9e                          |
| 74                          | Elena Pirrone (ITA)               | 9e                          |
| 75                          | Federica Piergiovanni (ITA)       | 9e                          |

| Team Jumbo-Visma TJV | Team Jumbo-Visma TJV      | Team Jumbo-Visma TJV |
| -------------------- | ------------------------- | -------------------- |
| Num                  | Coureuse                  | Pos                  |
| 81                   | Amber Kraak (NED)         | 4e                   |
| 82                   | Romy Kasper (GER)         | 4e                   |
| 83                   | Karlijn Swinkels (NED)    | 4e                   |
| 84                   | Anouska Koster (NED)      | 4e                   |
| 85                   | Linda Riedmann (GER)      | 4e                   |
| 86                   | Carlijn Achtereekte (NED) | 4e                   |

| Ceratizit-WNT Pro Cycling WNT | Ceratizit-WNT Pro Cycling WNT | Ceratizit-WNT Pro Cycling WNT |
| ----------------------------- | ----------------------------- | ----------------------------- |
| Num                           | Coureuse                      | Pos                           |
| 91                            | Hanna Nilsson (SWE)           | 8e                            |
| 92                            | Lara Vieceli (ITA)            | 8e                            |
| 93                            | Lea Lin Teutenberg (GER)      | 8e                            |
| 94                            | Clea Seidel (GER)             | 8e                            |
| 95                            | Lana Eberle (GER)             | 8e                            |
| 96                            | Franziska Brauße (GER)        | 8e                            |

| Roland Cogeas-Edelweiss Squad CGS | Roland Cogeas-Edelweiss Squad CGS      | Roland Cogeas-Edelweiss Squad CGS |
| --------------------------------- | -------------------------------------- | --------------------------------- |
| Num                               | Coureuse                               | Pos                               |
| 101                               | Tamara Dronova (RUS) (route et chrono) | 11e                               |
| 102                               | Léa Stern (SUI)                        | 11e                               |
| 103                               | Hannah Buch (GER)                      | 11e                               |
| 104                               | Aline Seitz (SUI)                      | 11e                               |
| 105                               | Caroline Chauveau (SUI)                | 11e                               |

| Coop-Hitec Products HPU | Coop-Hitec Products HPU    | Coop-Hitec Products HPU |
| ----------------------- | -------------------------- | ----------------------- |
| Num                     | Coureuse                   | Pos                     |
| 111                     | Sylvie Swinkels (NED)      | 12e                     |
| 112                     | Ane Iversen (NOR) (chrono) | 12e                     |
| 113                     | Caroline Andersson (SWE)   | 12e                     |
| 114                     | Mari Hole Mohr (NOR)       | 12e                     |
| 115                     | Nicole Steigenga (NED)     | 12e                     |
| 116                     | Emma Boogaard (NED)        | 12e                     |

| Parkhotel Valkenburg PHV | Parkhotel Valkenburg PHV   | Parkhotel Valkenburg PHV |
| ------------------------ | -------------------------- | ------------------------ |
| Num                      | Coureuse                   | Pos                      |
| 121                      | Femke Markus (NED)         | 7e                       |
| 122                      | Kirstie van Haaften (NED)  | 7e                       |
| 123                      | Mischa Bredewold (NED)     | 7e                       |
| 124                      | Rosalie Van der Wolf (NED) | AB                       |
| 125                      | Lieke Nooijen (NED)        | 7e                       |
| 126                      | Femke Gerritse (NED)       | AB                       |

### Prix
Les prix suivants sont distribués :
| Position | 1er     | 2e      | 3e      | 4e    | 5e    | 6e    | 7e | 8e | 9e | 10e |
| Prix     | 2 270 € | 1 660 € | 1 200 € | 900 € | 750 € | 750 € | €  | €  | €  | €   |